# Freddy van Riemsdijk
Frederik Lodewijk (Freddy) van Riemsdijk, ook bekend als Freddy de Riemsdijk, (Utrecht, 14 mei 1890 – Parijs, 17 maart 1955) was een Nederlandse jonkheer en luchtvaartpionier. Hij was de eerste Nederlander met een vliegbrevet, dat hij in 1910 behaalde in Egypte.

## Leven en werk
Van Riemsdijk, lid van de familie Van Riemsdijk, was het jongste van vijf kinderen van baron van Riemsdijk. Zijn vader overleed toen hij vijf jaar oud was. Na een astma-aanval vertrok hij in 1903 naar Parijs om zich toe te leggen op de schilderkunst. In 1909 bezocht hij de eerste grote vliegshow in Reims (Grande Semaine d'Aviation de Champagne) die daar van 22 tot 29 augustus 1909 werd gehouden. Van Riemsdijk raakte zo enthousiast over de luchtsport dat hij zijn erfdeel opvroeg en dit gebruikte om een vliegtuig aan te schaffen. Nadat pogingen om een Antoinette te kopen waren mislukt, werd het een Curtiss, die Van Riemsdijk in december 1909 zelf ophaalde in de Verenigde Staten. Na enkele vlieglessen van Glenn Curtiss te hebben gevolgd keerde Van Riemsdijk per schip weer terug naar Frankrijk.
Eenmaal in Frankrijk vertrok hij direct naar Egypte om daar mee te doen aan de vliegdemonstratie, de 1e Meeting van Heliopolis (van 6 tot 13 februari 1910). Een week voor de demonstratie legde hij te Heliopolis de vliegproeven af voor zijn brevet dat hij op 8 maart 1910 kon ophalen in Frankrijk. Daar nam hij deel aan wedstrijden te Cannes en Nice. Tijdens deze laatste wedstrijd maakte hij een noodlanding op de Middellandse Zee, tijdens een oversteek van Nice naar Cap Ferrat. Hij deed hierna nog mee aan een wedstrijd in Palermo maar het prijzengeld werd nooit aan hem uitgekeerd. Omdat hij inzag dat de luchtsport meer kostte dan opleverde, besloot hij te stoppen met vliegen. Hij verkocht zijn Curtiss en legde zich weer toe op het schilderen. In 1911 werd hij door zijn bank voor de rechter gedaagd wegens een schuld van 29.682 gulden en 86 cent.
Bij het aanbreken van de Eerste Wereldoorlog meldde hij zich in Frankrijk aan als vrijwilliger. Hij werd ingedeeld bij de Deuxième Groupe d'Aviation en zou als sappeur hebben meegevochten in de Slag aan de Marne. Nadat hij een longontsteking had opgelopen werd hij afgekeurd. Van Riemsdijk werd vervolgens portretschilder. Zijn echtgenote overleed tijdens de Tweede Wereldoorlog en zijn woning in Zuid-Frankrijk werd in 1944 verwoest. Na de oorlog woonde hij in Bandol en vervolgens weer in Parijs, waar hij op 64-jarige leeftijd overleed.